# Collar de púas punitivo
El collar de púas punitivo Se trata de un collar de púas en todos sus lados, pesaba alrededor de cinco kilos y se le ponía alrededor del cuello al condenado, suponiendo en muchos casos el motivo de su muerte, las razones principales eran: Las púas atravesaban la carne, la erosión hasta el hueso de la carne del cuello, hombros y mandíbula, la progresiva gangrena, la infección febril, la erosión final de los huesos mismos sobre todo de las vértebras descarnadas conducirá a una muerte segura en poco tiempo. La función del collar es pasiva y estática.[cita requerida]